# Ленинский рынок (Новосибирск)
Ленинский рынок — рынок в Ленинском районе Новосибирска. Открыт в 1955 году. Расположен в квартале между улицами Пархоменко, Троллейной, Плахотного и Петропавловской. Главный фасад обращён к Петропавловской улице.

## История
История Ленинского рынка начинается в период Великой Отечественной войны, когда в Новосибирск были эвакуированы предприятия из европейской части Советского Союза.
В 1955 году были построены два павильона площадью в 2200 м². В этом же году состоялось открытие рынка.
В 1987 году произведена реконструкция рынка, в результате чего была фактически заново отстроена его материально-техническая база.
В 1993 году был построен третий павильон.

## Описание
Рынок состоит из трёх соединённых друг с другом павильонов и рассчитан на 228 мест для торговли.
Общая площадь торговых залов составляет 3300 м².
Фасады рынка оштукатурены «под шубу». Пилоны центральной части главного фасада облицованы мрамором.

## Финансовые показатели
В 2001 году товарооборот рынка составил 15 млн рублей.